# Lenguas obi-ugrias
Las lenguas obi-ugrias son una rama hipotética de las lenguas urálicas, específicamente hacen referencia al idioma janty (Ostyak) y al mansi (Vogul). Ambos se dividen en numerosos y divergentes dialectos. Junto con el húngaro, componen la rama ugria de las lenguas urálicas. Estos idiomas se hablan en la región entre los Urales y los ríos Obi y el Irtish en el centro de Rusia. Se piensa que la rama ugria se originó en los bosques y las estepas forestales del sur de Urales. El húngaro se dividió durante el siglo XI a. C. Hace unos 500 años, la llegada de los rusos empujó a los hablantes hacia el Ob y el Irtish. Algunos hablantes obi-ugrios se quedaron al oeste de los Urales hasta finales del siglo XX.
Aunque los idiomas se relacionan con el húngaro, la conexión es débil y son radicalmente diferentes en fonología, sintaxis y vocabulario. Por otra parte, el janty y el mansi, son consideradas por lo general muy relacionados, pero no son mutuamente inteligibles. Las lenguas obi-ugrias fueron influencias fuertemente con posterioridad por los idiomas túrquicos, especialmente el tártaro. Hasta 1930, estos idiomas no tenían tradiciones escritas o literarias, pero desde 1937 han utilizado un alfabeto modificado cirílico. Sin embargo, no se han publicado textos significativos en estos idiomas y se los utiliza muy poco de manera oficial.
Unas 3800 personas hablan el mansi, mientras que unas 14 280 personas hablan el janty, todos en Rusia.
Algunos lingüistas han considerado que las lenguas obi-ugrias un agrupamiento por causa de proximidad geográfica y tratan a las características comunes del mansi y janty como una convergencia posterior bajo influencia mutua.